# Гибни, Алекс
Филип Александр Ги́бни (англ. Philip Alexander Gibney, род. 23 октября 1953, Нью-Йорк, Нью-Йорк) — американский кинорежиссёр-документалист, кинопродюсер и сценарист; обладатель премии «Оскар» за лучший документальный фильм «Такси на тёмную сторону» (2008) о политике США в отношении применения пыток.

## Биография
Алекс Гибни родился в Нью-Йорке, сын Гарриет Харви и журналиста Фрэнка Гибни (1924—2006). Жил с матерью, его отчимом был преподобный Уильям Слоан Коффин (1924—2006), известный миротворец. После частной школы Помфрет получил степень бакалавра в Йельском университете, затем обучался в Школе театра, кино и телевидения Калифорнийского университета в Лос-Анджелесе.

## Творчество

### Документалистика (неполная фильмография)
- 2005 — «Enron. Самые смышлёные парни в этой комнате» / англ. «Enron: The Smartest Guys in the Room» / О коллапсе корпорации «Enron» в 2001 году, крупнейшем скандале делового мира США.
- 2007 — «Такси на тёмную сторону» / «Taxi to the Dark Side» / О судьбе афганского таксиста, без решения суда содержавшегося в тюрьме и забитого там насмерть американскими солдатами.
- 2008 — «Гонзо: Жизнь и творчество доктора Хантера С. Томпсона» / «Gonzo: The Life and Work of Dr. Hunter S. Thompson» / Об известном американском гонзо-журналисте и провокаторе Хантере Томпсоне.
- 2010 — «Фрикономика[англ.]» / «Freakonomics» / По книге «Фрикономика[англ.]» экономиста Стивена Левитта и журналиста Стивена Дабнера[англ.].
- 2010 — «Казино Джек и Соединённые Штаты денег[англ.]» / «Casino Jack and the United States of Money» / Об американском лоббисте и бизнесмене Джеке Абрамофф, вовлечённом в ряд коррупционных скандалов.
- 2010 — «Клиент 9: взлёт и падение Элиота Спитцера» / «Client 9: The Rise and Fall of Eliot Spitzer» / О политическом скандале Элиота Спитцера.
- 2011 — «Волшебный глюк» / «Magic Trip» / Об автобусном путешествии писателя Кена Кизи вместе с друзьями через всю Америку, от океана до океана, в 1964 году.
- 2011 — «Последние гладиаторы» / «The Last Gladiators» / О хоккеистах.
- 2012 — «Молчание в доме Господнем» / «Mea Maxima Culpa : Silence in the House of God» / О сексуальных домогательствах в католической церкви.
- 2012 — «Парк-авеню» / «Park Avenue: Money, Power and the American Dream» / О нью-йоркской улице миллионеров Парк-авеню.
- 2013 — «Мы крадём секреты: история WikiLeaks» / «We Steal Secrets: The Story of WikiLeaks» / История WikiLeaks.
- 2013 — «Ложь Армстронга» / «The Armstrong Lie» / О допинговой истории американского велогонщика Лэнса Армстронга.
- 2014 — «В поисках Фела» / «Finding Fela» / О нигерийском музыканте Фела Кути.
- 2015 — «Путь к клиру[англ.]: саентология и темница веры» (в российском прокате — «Наваждение») / «Scientology and the Prison of Belief» / О саентологии и Церкви саентологии.
- 2015 — «Стив Джобс: человек в машине» / «Steve Jobs: The Man in the Machine» / О частной жизни Стива Джобса.
- 2016 — «Нулевые дни» / «Zero Days» / об онлайн-шпионаже, шпионских программах и хакерах.
- 2019 — «Изобретатель: жажда крови в Силиконовой долине» / «The Inventor: Out for Blood in Silicon Valley» / Об американке Элизабет Холмс и её бывшей компании Theranos.
- 2019 — «Гражданин Х» / «Citizen K» / О Михаиле Ходорковском.
- 2021 — Преступление столетия /The_Crime_of_the_Century_/ Об опиоидной эпидемии в США

### Телесериалы
- 2018 — «Призрачная башня» / The Looming Tower / По книге Лоуренса Райта «Смутная башня: „Аль-Каида“ и путь к 11 сентября[англ.]» о событиях, которые привели к трагедии 11 сентября 2001 года.